# Unglück in der Pike-River-Mine
Das Unglück in der Pike-River-Mine war eines der schlimmsten Grubenunglücke Neuseelands der jüngeren Vergangenheit. Durch eine Schlagwetterexplosion am 19. November 2010 kamen 29 Bergleute ums Leben. Nach neun Tagen wurde das Bergwerk durch die Polizei verschlossen und die Suche nach Überlebenden aufgegeben.

## Hintergrund
Die Pike-River-Mine liegt an der Westküste der neuseeländischen Südinsel, 46 Kilometer nordöstlich von Greymouth. Sie wurde von Pike River Coal betrieben. Das Bergwerk wurde nach verschiedenen Rückschlägen 2009 eröffnet. Die Gründe dafür waren unter anderem technische Schwierigkeiten und Probleme mit Bergbaumaschinen. Im Januar 2010 wurden die ersten 100.000 Tonnen Kohle nach Indien verschifft.

## Unglücksverlauf
Im November 2010 kam es zu einer Serie von Schlagwetterexplosionen. Insgesamt vier größere Explosionen führten zum Tod von 29 Bergleuten.
Am Freitag, den 19. November 2010, um 15.44 Uhr ereignete sich eine von Methangas verursachte Explosion in der Pike-River-Mine. Zum Zeitpunkt des Unglücks war eine unbekannte Anzahl Bergleute in das Bergwerk eingefahren. Zwei Bergleute konnten sich retten, sie wurden mit leichten Verletzungen in ein Krankenhaus gebracht. Die Rettungskräfte vermuteten zwischen 25 und 33 Arbeiter im Bergwerk. Erst später wurde die exakte Anzahl mit 29 Mann festgestellt.
Am 24. November 2010, um 14.37 Uhr fand eine zweite Explosion statt. Rauch, Staub und gefährliche Gase, die durch diese Explosion ausgelöst wurden, schossen durch einen Schacht, in dem Rettungspersonal gearbeitet hatte. Die Rettungskräfte wurden durch Geräusche vor der bevorstehenden Explosion gewarnt und konnten rechtzeitig das Bergwerk verlassen. Dieses Explosion war so heftig, dass nach Expertenangaben keine Überlebenschance für die Arbeiter bestände.
Eine dritte, kleinere Explosion ereignete sich um am 26. November 15.39 Uhr.
Die vierte und letzte schwere Explosion geschah am 28. November um 13.55 Uhr. Sie löste einen Grubenbrand aus. Das Feuer war über dem Wetterschacht sichtbar, das Fördergerüst wurde beschädigt und das Feuer griff auf die Vegetation über. Diese letzte Explosion komplizierte deutlich die Versuche, die Lage unter Kontrolle zu bringen.

## Rettungs- und Bergungsversuche
Nach der ersten Explosion konnte die Grubenwehr nicht einfahren, wegen Befürchtungen, dass die Gase darin noch explosiv sein könnten. Es wurde vermutet, dass es mindestens ein paar Tage dauern würde, bis es sicher sein würde. In einem Bohrloch, mit dem versucht wurde, die eingeschlossenen Bergleute zu erreichen, wurde ein Methangehalt von 95 % gemessen.
Daher wurden Bombenentschärfungsroboter eingesetzt. Ein vom neuseeländischen Verteidigungsministerium zur Verfügung gestellter Roboter drang 550 Meter vor, dann erlitt er wegen Wasserkontakt einen Kurzschluss. Ein zweiter Roboter sollte den ersten Roboter zurückzuholen und die Suche nach Überlebenden wieder aufnehmen. Nach der zweiten Explosion wurden diese Versuche aufgegeben. Polizeikommissar Gary Knowles informierte die neuseeländische Bevölkerung, dass Rettungskräfte von diesem Zeitpunkt an davon ausgehen würden, dass es sich nicht mehr um eine Rettungsaktion, sondern um einen Bergungsversuch handele. Als sich die vierte Explosion ereignete, wurde auch die Bergung der Leichen aufgegeben.
Ein Inertgasgenerator des Typs Gorniczy Agregat Gasniczy (GAG) wurde aus Australien eingeflogen, um das Feuer unter Kontrolle zu bringen und zu löschen. Am 14. Januar 2011 wurde das Bergwerk von der Polizei für weitere Rettungsversuche polizeilich gesperrt, weil dies als zu gefährlich angesehen wurde.

## Untersuchungen und spätere Bergungsversuche

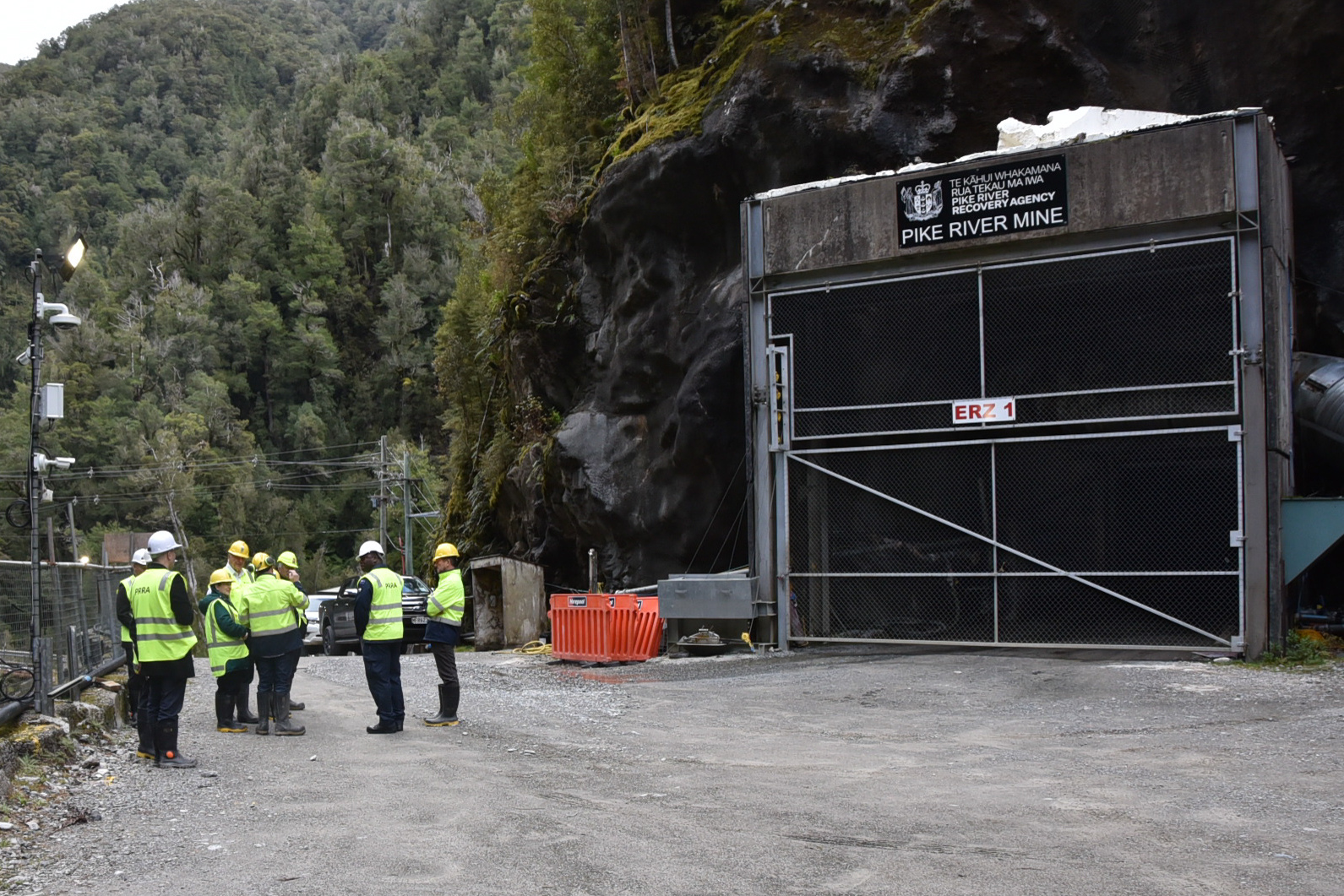
Eingang zur Pike-River-Mine (2020)

Die genaue Ursache der Explosionen wurde nie herausgefunden. Die offizielle Untersuchung der neuseeländischen Royal Commission wies auf die Entzündung von Methan hin, das innerhalb seiner Explosionsgrenze von 5–15 Volumenprozent – in Luft – explodiert.
Als Konsequenz des Unglücks wurde ein Untersuchungsausschuss gegründet, um die Ursachen dieses Unglückes aufzudecken. Es wurde herausgefunden, dass Pike River Coal nicht genug auf Sicherheit und Arbeitsschutz geachtet hatte. Die Bergleute wurden unnötigen Gefahren ausgesetzt und der Firma war es bewusst, dass Sicherheitsmaßnahmen nicht richtig befolgt wurden.
Vor den Explosionen wurden mehrere Beschwerden gegen die Arbeitsbedingungen, insbesondere gegen die hohen Methanwerte, eingereicht. Trotzdem hatte die Firma und die Betriebsleitung mehr Wert auf die Kohleförderung, als auf die Sicherheit der Arbeiter und die Arbeitsbedingungen im Bergwerk gelegt.
Mit der Gründung der Te Kāhui Whakamana Rua Tekau mā Iwa—Pike River Recovery Agency im Jahr 2018 wurde nicht nur die Untersuchung des Unglücks wieder aufgenommen, sondern auch der Versuch unternommen, die Leichname der ums Leben gekommenen Bergleute zu bergen. Dazu kam es jedoch nicht, da es weiterhin zu gefährlich war, die Mine zu betreten. Mithilfe von Bohrlöchern und Fotoequipment konnten 2021 und 2023 einige der Leichen gesichtet werden. Die Aufnahmen sprechen dafür, dass die Bergleute wahrscheinlich sofort tot waren.

## Rechtliche Nachwirkungen
Gegen Peter Whittall, den CEO von Pike River Coal, wurde zunächst Anklage in zwölf Punkten erhoben. Sie wurde jedoch 2013 eingestellt, nachdem der Versicherer 3,41 Millionen Dollar an die Opferfamilien ausgezahlt hatte. Dieser Handel wurde von einigen Angehörigen kritisiert und 2017 vom Supreme Court für rechtswidrig erklärt, die Anklage jedoch nicht wieder aufgenommen. Pike River Coal wurde in neun Punkten für schuldig befunden und das Gericht stellte fest, dass das Unternehmen durch Verstöße gegen das Arbeitsschutzgesetz den Tod der 29 Bergleute herbeigeführt hatte. Es meldete Konkurs an und wurde aufgelöst.
In Reaktion auf das Unglück wurde 2012 eine unabhängige Task Force zur Untersuchung des Zustands des Arbeitsschutz-Systems in Neuseeland gebildet. Nachdem diese im Folgejahr zu einem negativen Ergebnis gekommen war, wurde 2014 die neue Arbeitsschutz-Behörde „WorkSafe New Zealand“ gegründet. Im Jahr darauf wurde das Gesetz „Health and Safety at Work Act 2015“ erlassen, das den „Health and Safety in Employment Act 1992“ ersetzte. Dabei wurde der Schwerpunkt der Regelungen von der Überwachung und Dokumentation von Unfällen auf die Früherkennung und Behebung von Sicherheitsrisiken verlagert.

## Gedenken und künstlerische Aufarbeitung

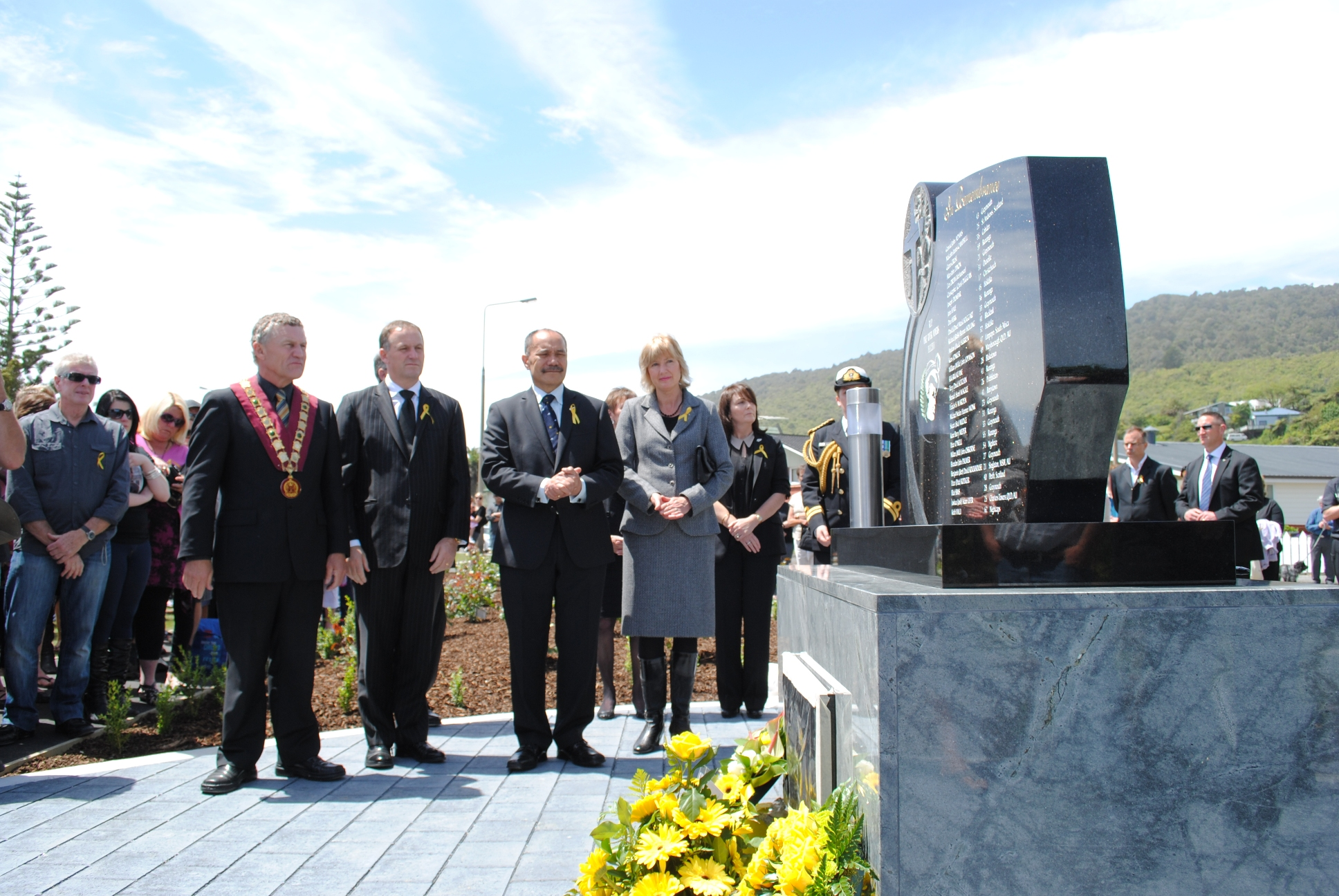
Enthüllung des Gedenksteins in Greymouth (2011) mit Premierminister John Key und Generalgouverneur Jerry Mateparae

Am 2. Dezember 2010 fand auf der Omoto-Pferderennbahn bei Greymouth ein öffentlicher Gedenkgottesdienst für die Opfer des Grubenunglücks statt. An der Kreuzung der Atarau Road mit der Straße zur Mine wurde ein Denkmal mit den Namen der Verstorbenen errichtet. 2011 wurde in Greymouth ein Gedenkstein enthüllt.
2013 schrieb der neuseeländische Musiker Dave Dobbyn für den Orpheus Choir of Wellington das Lied This Love, in dem er Liebe und Erinnerungen der Hinterbliebenen der Unglücksopfer thematisiert. 2014 trugen er und der Chor den Song im Michael Fowler Centre in Wellington vor.
2015 beschloss die neuseeländische Regierung, zum Gedenken an die Opfer einen neuen Wanderweg zwischen Blackball und Punakaiki mit einer Abzweigung zur Mine einzurichten und die Gegend dem Paparoa National Park anzugliedern. 2024 wurde „The Pike 29 Memorial Track“ eröffnet.
Der neuseeländische Regisseur Robert Sarkies drehte den Film Pike River mit Melanie Lynskey und Robyn Malcolm in den Hauptrollen. Sie spielen Witwe und Mutter zweier bei dem Unglück verstorbener Bergleute, die für Gerechtigkeit kämpfen und sich dabei anfreunden. Der sich an den wahren Begebenheiten orientierende Spielfilm feierte sein Premiere beim Sydney Film Festival 2025.